# Bassetkibeeld

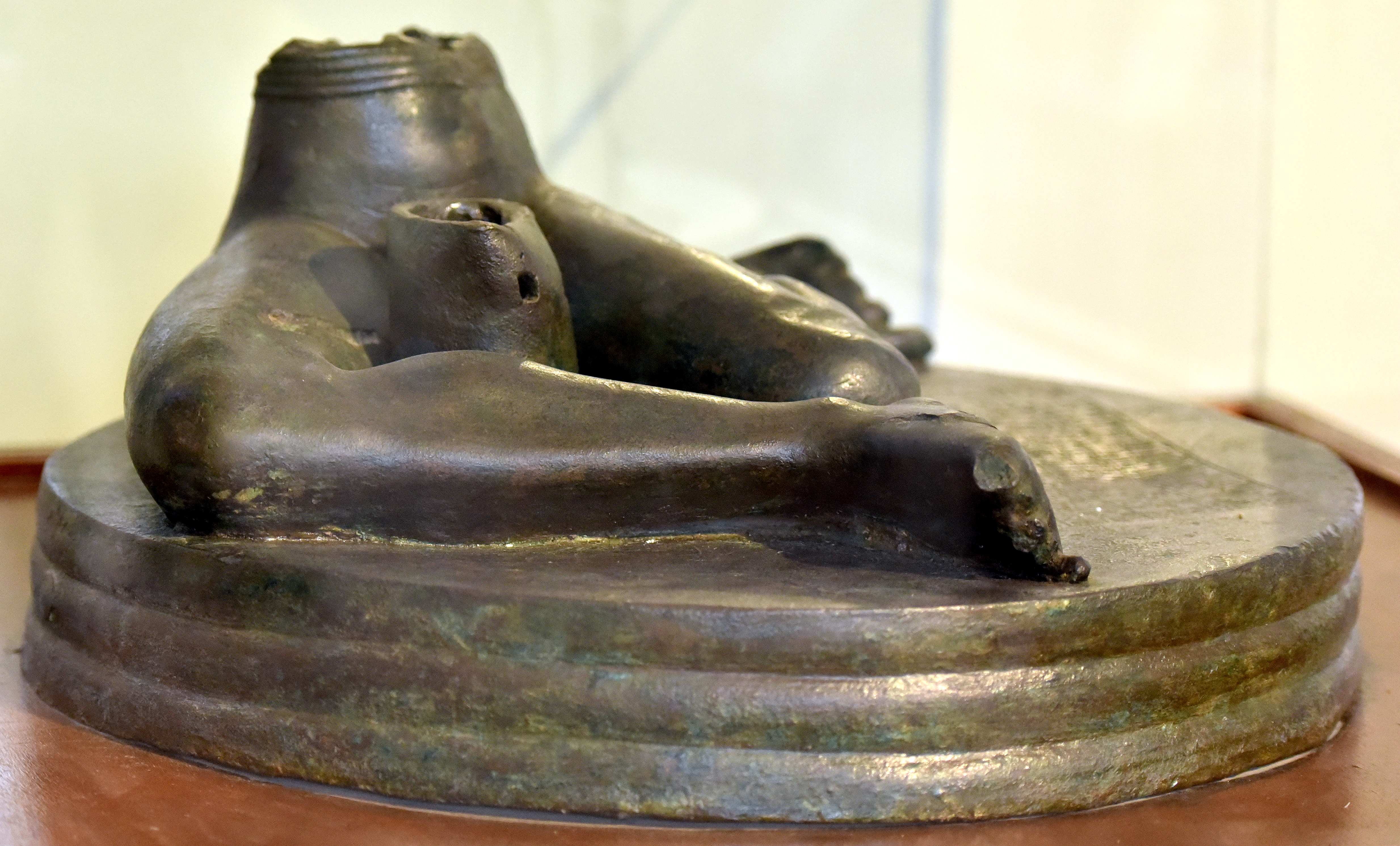
Bassetkibeeld

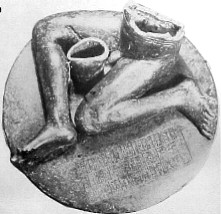
Het Bassetkibeeld

Het Bassetkibeeld is een monument uit de Akkadische periode (2350–2100 v.Chr.) dat in de jaren 1960 is gevonden in de buurt van de plaats Bassetki in het gouvernement Duhok in Noord-Irak. Het beeld is gemaakt uit puur koper, weegt 150 kg en toont een zittende, naakte menselijke figuur op een rond podium. Alleen het onderste deel van de figuur is bewaard gebleven. Het podium bevat een Akkadische inscriptie die beschrijft dat het beeld ooit in een doorgang van een paleis van de Akkadische heerser Naram-Sin stond. Het beeld werd tijdens de Irakoorlog in 2003 uit het Nationaal Museum van Irak geroofd, maar later weer teruggevonden en teruggebracht naar het museum.

## Ontdekking, roof en terugkeer naar het museum
Het Bassetkibeeld werd in de jaren 1960 ontdekt tijdens werkzaamheden aan een weg tussen Duhok en Zakho in de buurt van de plaats Bassetki in het gouvernement Duhok in Noord-Irak. Het beeld behoorde tot de vele objecten die uit het Nationaal Museum van Irak werden geroofd tijdens de Irakoorlog in 2003. Uit een spoor van barsten in de vloer van het museum kon afgeleid worden dat het beeld tijdens de roof verschillende keren op de grond viel. Het beeld stond tweede op een lijst van 30 van de meestgezochte oudheden die uit het museum gestolen waren. Het beeld werd teruggevonden nadat Amerikaanse militaire politie bij een overval op een huis in oktober 2003 drie mensen arresteerde. Zij onthulden de plaats waar het beeld verstopt was. Het beeld bleek ingesmeerd in olie in een beerput te liggen. Het beeld werd opgevist en op 11 november tentoongesteld in het Nationaal Museum, samen met 800 andere teruggevonden objecten.

## Beschrijving
Het beeld bestaat uit een zittende, naakte, mannelijke figuur op een ronde basis. Het hoofd en bovenlichaam zijn niet bewaard gebleven. Het is gegoten uit puur koper met behulp van de verlorenwasmethode. De basis heeft een diameter van 67 cm en is 25 cm hoog. Het bewaard gebleven deel van de figuur is 18 cm hoog. Het beeld weegt 150 kg. Wetenschappers prijzen het beeld voor de naturalistische weergave van het menselijke lichaam. Deze weergave was een nieuwe ontwikkeling die kenmerkend was voor de Akkadische periode. Op het Bassetkibeeld staat een spijkerschrift-inscriptie geschreven in Oud-Akkadisch. De tekst gaat over de Akkadische heerser Naram-Sin (2254–2218 v.Chr.), kleinzoon en derde opvolger van Sargon de Grote, de stichter van het Akkadische Rijk. De tekst vermeldt dat, nadat Naram-Sin een opstand tegen zijn gezag had neergeslagen, de bewoners van de stad Akkad aan de goden vroegen om Naram-Sin tot de god van hun stad te verheffen, en dat zij in het midden van de stad een tempel voor hem bouwden.